# Tockus erythrorhynchus

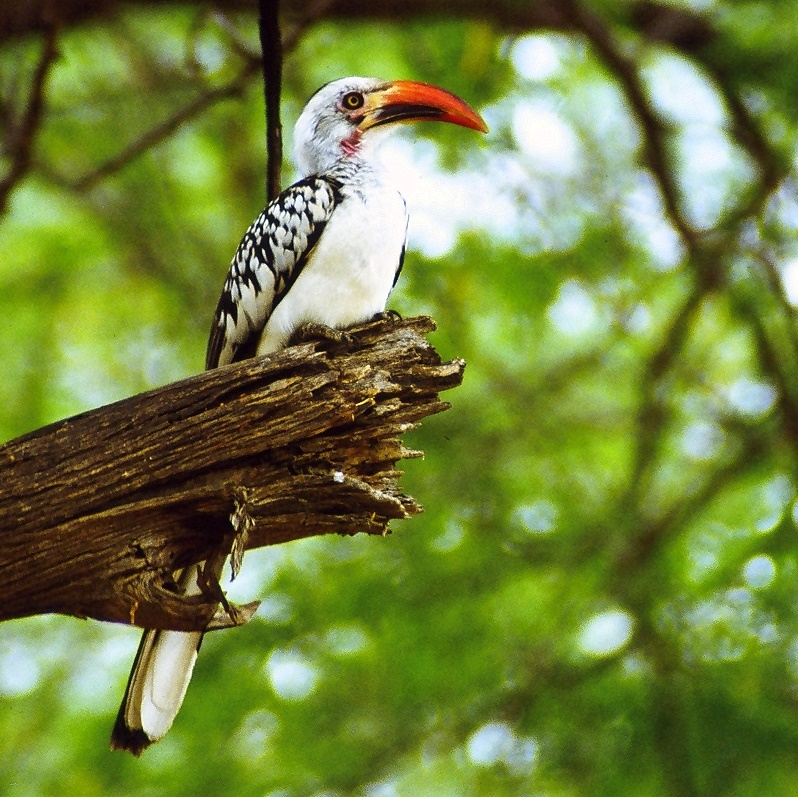
Esemplare nei pressi del lago Baringo (Kenya).

Il buceretto beccorosso (Tockus erythrorhynchus (Temminck, 1823)) è un uccello della famiglia dei Bucerotidi originario dell'Africa sub-sahariana.

## Descrizione

### Dimensioni
Misura 35 cm di lunghezza, per un peso di 124-185 g nel maschio e di 90-151 g nella femmina.

### Aspetto
Questo piccolo bucero bianco e nero si distingue principalmente per le ali maculate, le timoniere esterne bianche e il lungo becco ricurvo rosso. Il maschio presenta una piccola macchia gialla alla base del becco, nonché una linea nera sulla metà interna del ramo inferiore. Contrariamente a quello della maggior parte delle altre specie di bucero, il becco non è sormontato da un casco cavo. La pelle nuda che circonda l'occhio e che ricopre la gola varia dal rosa al giallastro. Gli occhi sono marroni.
La femmina è più piccola del maschio; più piccola è anche la macchia nera che adorna il ramo inferiore del becco. I giovani assomigliano al maschio adulto, ma hanno il becco più corto e di colore arancio chiaro.

### Voce
Il buceretto beccorosso emette degli starnazzii simili a dei kok-kok-kok-kokok-kokok-koko che aumentano di cadenza e volume.

## Biologia
I buceretti beccorosso trovano la maggior parte del nutrimento a terra. Catturano i piccoli insetti scavando nello sterco e tra i detriti, ma quando sono alla ricerca di cibo preferiscono ispezionare accuratamente gli alberi, soprattutto quando possibili competitori tra i congeneri sono assenti.
Si uniscono spesso in gruppi misti e in certe regioni, durante la stagione secca, si radunano in stormi che possono comprendere varie centinaia di individui. In particolare nelle regioni aride che costeggiano il sud del Sahara possono intraprendere dei movimenti migratori, ma non su grande distanza.

### Alimentazione
I buceretti beccorosso si nutrono di coleotteri, termiti, larve di mosca e cavallette. Gli invertebrati costituiscono la maggior parte della loro dieta, ma questi uccelli non disdegnano piccoli vertebrati come gechi, nidiacei e roditori. Mangiano anche alcuni frutti e, durante la stagione secca, sembrano apprezzare i semi.

### Riproduzione
La deposizione delle uova ha luogo generalmente dalle 4 alle 7 settimane dopo l'inizio della stagione delle piogge. La stagione della nidificazione si protrae da marzo a novembre nell'Africa occidentale, per molti mesi dell'anno nell'Africa nord-orientale e orientale e da aprile a maggio in Somalia. Le coppie difendono accanitamente il loro territorio. Il nido è situato nella cavità naturale di un albero ad un'altezza compresa tra 30 centimetri e 9 metri dal suolo. Utilizzano anche nidi abbandonati di barbetti o di picchi o alveari situati all'interno di un vecchio ceppo.
L'interno del nido viene rivestito con foglie verdi o con alcuni pezzi di corteccia ed erba secca. Il maschio si occupa della scelta del sito di nidificazione e assiste la compagna trasportandole i materiali che verranno utilizzati per sigillare l'ingresso. Infatti, una volta deposte le uova, la femmina chiude l'entrata del nido con i propri escrementi e con resti di cibo. Talvolta non esita a impossessarsi del nido di un'altra specie di bucero, anche se contiene già dei nidiacei.
La covata comprende da 2 a 7 uova che vengono deposte in un intervallo da 1 a 7 giorni. L'incubazione dura da 23 a 25 giorni e inizia non appena viene deposto il primo uovo. La femmina e i giovani vengono nutriti dal maschio grazie alla sottile apertura che questa ha lasciato quando si è chiusa nel nido con la sua covata. Tra 16 e 24 giorni dopo la schiusa, la madre rompe la parete che li tiene prigionieri ed emerge dall'entrata con il più vecchio dei nidiacei. L'involo definitivo ha luogo solo dopo 39-50 giorni. La femmina approfitta della permanenza nella cavità per effettuare la muta delle remiganti e delle timoniere.

## Distribuzione e habitat
I buceretti beccorosso occupano una fascia di territorio che dal delta interno del Niger giunge fino all'Eritrea e alla Somalia ad est e al Kenya e alla Tanzania settentrionale a sud. Frequentano le savane aperte e le zone alberate non troppo fitte, in particolare quelle dotate di un rado sottobosco. Visitano anche le aride boscaglie spinose. Nelle regioni sub-sahariane sembrano apprezzare i terreni accidentati e le zone collinari. In Etiopia possono spingersi fino a 2100 metri di altitudine.

## Conservazione
La specie non è in pericolo di estinzione e in molte regioni è numerosa o localmente comune. È presente in gran numero nei parchi protetti e nelle riserve di grandi dimensioni. Il numero di esemplari non è quantificato, ma la popolazione è stabile. La IUCN classifica questo bucero come «specie a rischio minimo» (Least Concern), ma bisogna ricordare che sulla lista rossa viene ancora seguita la vecchia classificazione che riunisce in questo taxon, come sottospecie, il buceretto beccorosso occidentale (Tockus kempi), il buceretto beccorosso della Tanzania (T. ruahae) e il buceretto beccorosso meridionale (T. rufirostris).